# Itziar Ituño
Itziar Ituño Martinez (Basauri, 18 de junho de 1974) é uma atriz, cantora e compositora basca, mais conhecida por interpretar Raquel Murillo (Lisboa) nas séries La casa de papel e Berlim.

## Biografia
Nascida em Basauri, estudou artes cênicas na Escola de Teatro de Basauri. Ituño também é formada em Sociologia urbana-industrial e política pela Universidade do País Basco. A atriz divide seu trabalho entre cinema, televisão, teatro e música, sendo vocalista de três grupos musicais ao longo de sua vida: Dangiliske, EZ3 e INGOT. Estreou em televisão no telefilme Agur Olentzero, Agur, de 1997. Entre 2001 e 2015, interpretou Nekane Beitia na série Goenkale. No cinema, Itziar consagrou-se estrelando produções do seu próprio país, como o premiado Loreak, primeiro filme do País Basco indicado ao Goya. Loreak também foi escolhido pela Academia de Cine para representar a Espanha na corrida pelo Oscar de Melhor Filme Internacional em 2016. O mesmo longa-metragem rendeu à atriz o prêmio de Melhor Atriz no brasileiro 25° Cine Ceará no ano de 2015. Em 2019, incorporou o elenco do suspense El silencio de la ciudad blanca. Desde 2017, Itziar interpreta Raquel Murillo (Lisboa) na série La casa de papel, personagem pela qual ficou conhecida mundialmente. Ituño também foi protagonista de Intimidad, drama original da Netflix, estreado em 2022.

## Filmografia

### Televisão
| Ano       | Título               | Papel                   |
| --------- | -------------------- | ----------------------- |
| 1997      | Agur Olentzero, Agur | Miren                   |
| 2000      | Ander eta konpainia  |                         |
| 2000–2001 | Teilatupean          | Ana                     |
| 2002      | Platos Sucios        | Participação            |
| 2002      | Killer Dema          |                         |
| 2011      | Vaya Semanita        | Participação            |
| 2011      | Sabin                | Paulina Arana           |
| 1999–2015 | Goenkale             | Nekane Beitia           |
| 2017      | Cuéntame cómo pasó   | Koro Zabaleta           |
| 2017–2021 | La casa de papel     | Raquel Murillo / Lisboa |
| 2017      | Pulsaciones          | Participação            |
| 2020      | Alardea              | Amaia                   |
| 2022      | Intimidade           | Malen Zubiri            |
| 2022      | Black is Beltza      | Ainhoa                  |
| 2023      | Berlim               | Raquel Murillo          |
| 2024      | Detetive Touré       | Txaro                   |

### Cinema
| Ano  | Título                                  | Papel                            |
| ---- | --------------------------------------- | -------------------------------- |
| 2002 | Agujeros en el cielo                    | Elena                            |
| 2003 | El final de la noche                    | Rakel                            |
| 2005 | Arkadia                                 |                                  |
| 2010 | El cazador de dragones                  | Maddalen                         |
| 2010 | Izarren argia (Estrellas por alcanzar ) | Sor Angustias                    |
| 2014 | Lasa eta zabala                         | Amaia                            |
| 2014 | Loreak                                  | Lourdes                          |
| 2015 | Un otoño sin Berlín                     | Sofía                            |
| 2016 | Igelak                                  | Carmen                           |
| 2017 | Errementari: El herrero y el diablo     | Ana                              |
| 2017 | Morir                                   | Enfermeira                       |
| 2018 | Basque selfie                           | Ane                              |
| 2019 | El Silencio de la Ciudad Blanca         | Drª Guevara                      |
| 2020 | Hil Kanpaiak (Campanadas a muerto)      | Karmen                           |
| 2020 | Nora                                    | Funcionária do posto de gasolina |
| 2021 | Ilargi Guztiak (Todas las lunas)        | Mujer de la Floresta             |
| 2022 | Irati                                   | Mari                             |

### Curta-metragens
| Ano  | Título                                      | Papel           |
| ---- | ------------------------------------------- | --------------- |
| 2004 | Olatuak Deban                               | Nahia           |
| 2005 | Seré tus ojos                               | Raquel          |
| 2007 | Silencios                                   | Susana          |
| 2008 | Entereza                                    | Diana           |
| 2012 | Barbara                                     |                 |
| 2012 | Ohartxoak                                   | Nerea           |
| 2014 | El buen mal                                 | Esposa          |
| 2016 | Bariku                                      | Deusa Mari      |
| 2016 | Oihan                                       | Arantxa         |
| 2017 | For the good times                          | Ainhoa          |
| 2017 | Tarde para el recreo                        |                 |
| 2017 | Motxilaren Umea / La niña de la mochila     |                 |
| 2018 | Azken Arnasa Arte / Hasta el ultimo aliento | Filha da Lurdes |
| 2018 | Voces                                       | Aitana          |
| 2020 | Lekitxoko Etxea                             | Maitane         |
| 2020 | Salvation Has No Name                       | Priest (voz)    |
| 2021 | Caníbales                                   |                 |

### Teatro
| Ano       | Título                                      | Papel         |
| --------- | ------------------------------------------- | ------------- |
| 2003      | Izarrak / Estrellas                         |               |
| 2004      | Pakitarentzat bakarrik                      |               |
| 2005      | Jostailuen istorioak / Historia de juguetes |               |
| 2005      | Seda / Zeta                                 | Hélène        |
| 2007      | Lapurzuloa / Cueva de ladrones              |               |
| 2008      | Gronholm metodoa                            |               |
| 2010      | Auri-Auri... Gora Basauri!                  |               |
| 2010      | Ilunpetan / El Apagón                       |               |
| 2011      | Amantalaren ahotsa                          |               |
| 2012      | Herioa eta dontzeila                        | Paulina       |
| 2013/2014 | Hitzak / Palabras                           |               |
| 2015      | Barealdi Magikoa                            | Olga          |
| 2016      | Cuaderno en Blanco / Koadernoa Zuri         | Arrate        |
| 2017      | Desoxirribonukleiko                         |               |
| 2017      | Funtzak                                     | Fun           |
| 2018      | Yo soy pichichi                             | Teresita Zazá |
| 2022      | "La Tarara"                                 | Telma         |

### Documentários
| Ano  | Título                        |
| ---- | ----------------------------- |
| 2020 | La Casa de Papel: El Fenómeno |
| 2021 | Aurrera Egin Badugu           |

## Prêmios e indicações
- Prêmio especial no Festival de Sorrento.
- Prêmio AISGE no Festival de Vitoria (2019).
- Prêmio Labayen do festival de Cinema de San Sebastian (2019).
- Prêmio Besarkada Melhor Atriz de Televisão (2020).
- Prêmio Mucho más que series como Melhor Atriz de Série Dramática por La Casa de Papel (2021).
- Prêmio Fotogramas de Plata Melhor Atriz de Televisão por Intimidade (2022).[14]